# First-person shooter

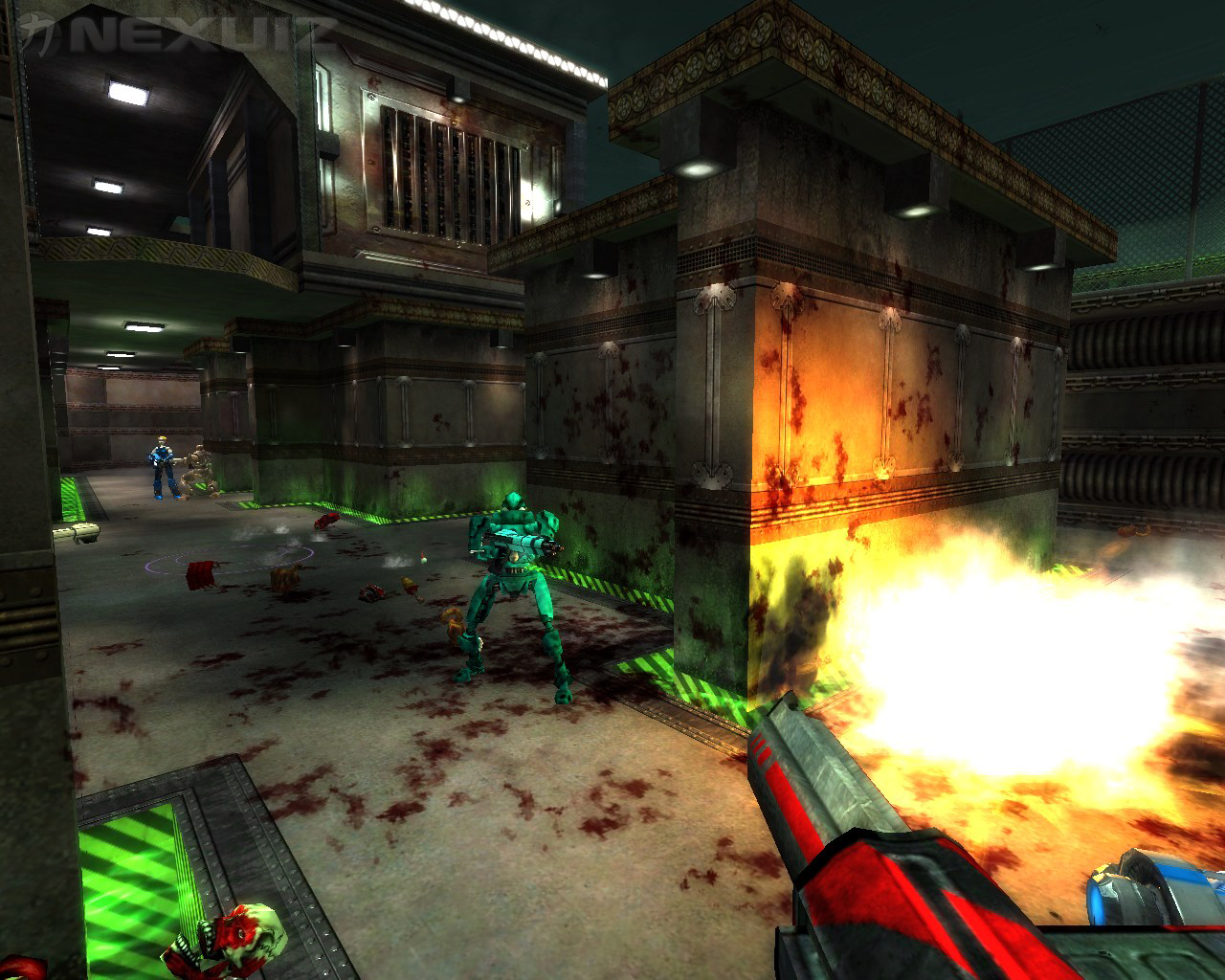
Nexuiz, een vrije first-person shooter

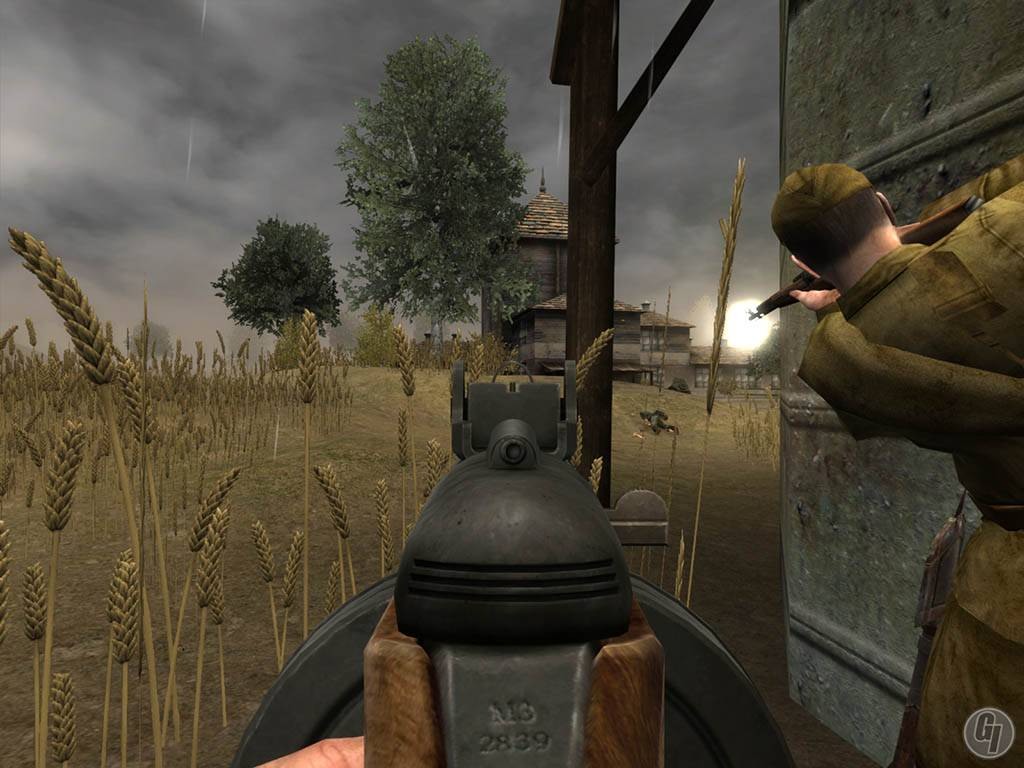
Red Orchestra: Ostfront 41-45, een first-person shooter van Tripwire Interactive

Een first-person shooter of FPS is een type actiespel dat wordt gespeeld vanuit het perspectief van de speler. In first-person shooters houdt de speler een wapen of een ander voorwerp in zijn handen waarmee tegen vijandige personages gevochten kan worden.

## Geschiedenis

### Ontstaan van het genre
In 1991 werd Catacomb 3-D uitgebracht door Softdisk. Dit was de eerste driedimensionale first-person shooter voor DOS met EGA-graphics.
In 1992 bracht id Software Wolfenstein 3D uit, de eerste first-person shooter met VGA-graphics en ondersteuning voor geluidskaarten. De populariteit van dit spel betekent de groei van dit genre. Wolfenstein 3D werd kort daarop verdreven door de grootvader van het genre, Doom (1993). Doom introduceerde netwerk-multiplayermogelijkheden en zorgde er hiermee voor dat de FPS een standaard werd in de computerspelgenres; de uitdaging van deze spellen is menselijke tegenstanders neer te schieten en weg te blazen.
System Shock (1994) en System Shock 2 (1999) combineerden FPS-elementen met role-playing game- (RPG) en horrorelementen. Deze spellen werden zeer goed ontvangen door de critici en heeft een grote groep volgelingen onder spelers, maar weinig mainstreamsucces.
In 1997 werd Goldeneye uitgebracht voor de Nintendo 64. Dit spel wordt door sommigen nog steeds beschouwd als de eerste en beste FPS voor een spelcomputer.
In 1998 werd Unreal uitgebracht, een FPS met voor die tijd baanbrekende technieken zoals standaardondersteuning voor 3dfx Glide, OpenGL en Direct3D-rendering, realistische wateroppervlakken, 3D-modellen die uit polygonen zijn opgebouwd, positioneel 3D-geluid en tijdsgetrouwe belichting in alle mogelijke kleuren. Het eerste deel van Unreal heeft een sterk singleplayerspel, een coöperatief spel en een aantal deathmatch-varianten die later de basis vormden voor Unreal Tournament.
In 1998 werd Half-Life uitgebracht, met een singleplayerdeel waarin de nadruk op doelstellingen en actie ervoor zorgden dat de speler betrokken werd bij het verhaal. Het enorme succes van dit spel leidde tot een enorme groei in spellen met een soortgelijke nadruk op het verhaal en de daaruit voortkomende actie.
Ook in 1998 werd Thief, the Dark Project uitgebracht. Dit wordt door de critici beschouwd als een van de eerste FPS waar succesvol sluipelementen in verwerkt zijn. Het wordt door sommigen dan ook een first person sneaker genoemd.
In 1999 werd Counter-Strike, een mod voor Half-Life, uitgebracht, waarmee een subgenre binnen de FPS, team multiplayer FPS, ontstond.

### 2000 tot heden
In 2000 werd Deus Ex uitgebracht, een singleplayer FPS waarin elementen van zowel RPG als adventures worden samengevoegd. Deus Ex bevat naast primaire ook vele secundaire doelstellingen en verschillende manieren om een missie te volbrengen. Dit spel heeft een character-systeem dat vergelijkbaar is met een RPG. Voor het volbrengen van doelstellingen krijgt men ervaringspunten die gebruikt kunnen worden om het personage van de speler te verbeteren.
In datzelfde jaar kwam ook Soldier of Fortune (SoF) uit. Een sterk singleplayerverhaal waarin de combinatie van OpenGL met de Ghoul-engine zorgt voor realistische vuurgevechten. Dit is het eerste schietspel waarbij de tegenstander zichtbaar gewond en zelfs verminkt kan worden. Deze feature wordt in de opvolger, SoF II - Double Helix (2002), uitgeschakeld, maar kan door het wijzigen van een instelling (Parental Control) weer worden ingeschakeld. Operation Flashpoint, dat in 2001 uitkwam, was baanbrekend vanwege de open wereld en realistische natuurverschijnselen. Ook was het een van de eerste schietspellen waarbij het niet loont om als een Rambo de tegenstanders te lijf te gaan, maar geduld en hulp van de medesoldaten van de speler belangrijk is.
Vanaf 2002 werden Tweede Wereldoorlog-schietspellen ontzettend populair. Het begon met Medal of Honor: Allied Assault, waarbij het westfront van de Tweede Wereldoorlog centraal stond. Revolutionair aan dit spel was de vermenging van locaties uit de bekende film Saving Private Ryan en voorgeprogrammeerde gebeurtenissen die de speler een filmische ervaring geven. Zo speelt de speler de intense openingsscène uit Saving Private Ryan, de landing op Omaha Beach, na.
Tevens kwam in 2002 Battlefield 1942 uit. In dit spel is het mogelijk om als soldaat tanks, jeeps en vliegtuigen te besturen. De maps (computergeanimeerde ruimtes waarin de speler kan lopen) zijn een stuk groter dan in andere spellen. Battlefield Vietnam (2004) was de opvolger. In 2005 kwam Battlefield 2: Modern Combat uit.
Op 29 mei 2003 bracht Splash Damage Wolfenstein: Enemy Territory (ET) uit als een gratis computerspel. Een opzichzelfstaand vervolg op Return to Castle Wolfenstein. Wolfenstein: Enemy Territory was eigenlijk gepland als een commerciële uitbreiding voor de populaire FPS Return to Castle Wolfenstein. Echter, door problemen met de singleplayermodus, werd de multiplayerversie gratis uitgebracht.
In 2003 kwam Call of Duty uit. Dit spel, grote concurrent van Medal of Honor, laat betere graphics zien en was ook online een groot succes. Het Slag om Stalingrad-level is een van de hoogtepunten uit het spel. Kort hierna kwam opvolger Call of Duty: United Offensive uit. Dit is een mix van zijn succesvolle voorganger en Battlefield 1942.
Medal of Honor: Pacific Assault (2004) is de opvolger van Medal of Honor: Allied Assault uit 2002. Dit spel, waarbij alleen de naam hetzelfde is gebleven, speelt zich af in de Stille Oceaan. Na de Japanse aanval op Pearl Harbor strijd de speler als Amerikaan tegen het Japanse leger.
Begin 2005 komt het eerste, en daarmee ook revolutionaire, strategische FPS-spel Brothers in Arms uit, dat in de Tweede Wereldoorlog is gesitueerd. Al voor de maak van de bovengenoemde WOII-spellen, werkte Gearbox Software aan dit spel. Het laat de harde realiteit van de oorlog zien en is gebaseerd op een waargebeurd verhaal over een 101st Airborne-parachutistensquadron dat tijdens D-day, op 6 juni 1944, met parachutes voet aan grond zette aan de Franse kust in Normandië. Een poging om de Duitse onderdrukking te stoppen. Als sergeant Matt Baker leid de speler een squad, dat van jouw beslissingen afhangt. In dit spel zou je voor het eerst een hechte band moeten krijgen met je medesoldaten. Historische gebeurtenissen en gebieden zijn zo precies mogelijk nagemaakt, door middel van foto's van de Army Signal Corps en ooggetuigen.
Half Life 2, de veelbelovende en langverwachte opvolger van het eerste deel, kwam tegelijk met de nieuwe variant Counter-Strike: Source in 2004 uit. De graphics zijn zeer ver gevorderd en de afwisseling van de missies is groot. Het spel is zo realistisch dat je hersenen denken te lopen, terwijl je lichaam niet beweegt. Dit verschijnsel veroorzaakt bij veel mensen zeeziekte.
In 2004 kwam ook een groots, Nederlands spel van Sony, Killzone, uit. In dit spel vecht de speler tegen buitenaardse wezens.
In 2006 kwam er een nieuwe, revolutionaire spelcomputer op de markt, de Wii. Bij deze console zijn de oude joysticks vervangen door de Nunchuk-controller en een afstandsbediening. Op deze console is er een nieuwe FPS uitgekomen, genaamd Call of Duty 3. In dit spel is de besturing van belang, omdat de speler zijn of haar character bestuurt met echte bewegingen en niet door op een knop te drukken.

## Kenmerken
De meeste FPS-spellen maken gebruik van het frags-scoresysteem. Sommige spellen maken ook gebruik van skills.
De first-person shooter is nog steeds een populaire vorm van spelen die zowel singleplayer als multiplayer (veelal online) gespeeld kan worden. De FPS breidt zich in allerlei richten steeds verder uit waarbij sommige spellen meer of minder baanbrekend zijn op het gebied van verhaalelementen of combinaties met andere genres.
Ondertussen worden er ook zeer regelmatig verbeteringen op het gebied van onder andere grotere omgevingen, meer detail in grafische elementen, het verbeteren van verlichting. Al deze verbeteringen leiden niet altijd naar betere spellen, maar uiteindelijk wel vaak tot meer een meer realistische weergave van de spelwereld.

## Voorbeelden
Hieronder volgt een selectie van bekende 3D FPS-spellen. Het is niet bedoeld als een volledig overzicht.
| Jaar | Titel                                 | Ontwikkelaar                                       |
| ---- | ------------------------------------- | -------------------------------------------------- |
| 1992 | Wolfenstein 3D                        | id Software                                        |
| 1993 | Doom                                  | id Software                                        |
| 1996 | Quake                                 | id Software                                        |
| 1996 | Duke Nukem 3D                         | 3D Realms                                          |
| 1997 | Goldeneye 007                         | Rare                                               |
| 1998 | Unreal                                | Epic Games                                         |
| 1998 | Half-Life                             | Valve Corporation                                  |
| 1998 | Tribes                                | Dynamix                                            |
| 1999 | Turok 2: Seeds of Evil                | Acclaim Entertainment                              |
| 1999 | Counter-Strike                        | Valve Corporation                                  |
| 1999 | Medal of Honor                        | EA Games                                           |
| 1999 | Unreal Tournament                     | Epic Games                                         |
| 2000 | Deus Ex                               | Ion Storm                                          |
| 2001 | Return to Castle Wolfenstein          | Gray Matter Interactive/Nerve Software/id Software |
| 2001 | Operation Flashpoint: Cold War Crisis | Bohemia Interactive Studio                         |
| 2001 | Halo: Combat Evolved                  | Bungie                                             |
| 2002 | America's Army                        | United States Army                                 |
| 2002 | Metroid Prime                         | Retro Studios                                      |
| 2003 | Wolfenstein: Enemy Territory          | Splash Damage                                      |
| 2003 | Call of Duty                          | Infinity Ward                                      |
| 2004 | Halo 2                                | Bungie                                             |
| 2004 | Half-Life 2                           | Valve Corporation                                  |
| 2004 | Doom 3                                | id Software                                        |
| 2004 | Far Cry                               | Crytek                                             |
| 2005 | Battlefield 2                         | Digital Illusions CE                               |
| 2005 | Brothers in Arms                      | Gearbox Software                                   |
| 2005 | Call of Duty 2                        | Infinity Ward                                      |
| 2006 | Resistance: Fall of Man               | Insomniac                                          |
| 2006 | Rainbow: Six Vegas                    | Ubisoft                                            |
| 2007 | Halo 3                                | Bungie                                             |
| 2007 | BioShock                              | 2K Boston/2K Australia                             |
| 2007 | Team Fortress 2                       | Valve Corporation                                  |
| 2007 | Crysis                                | Crytek                                             |
| 2007 | Call of Duty 4: Modern Warfare        | Infinity Ward                                      |
| 2008 | Left 4 Dead                           | Valve Corporation                                  |
| 2008 | Far Cry 2                             | Ubisoft                                            |
| 2008 | Call of Duty: World at War            | Treyarch                                           |
| 2009 | Wolfenstein (computerspel)            | Id Software                                        |
| 2009 | Call of Duty: Modern Warfare 2        | Infinity Ward                                      |
| 2010 | Halo: Reach                           | Bungie                                             |
| 2010 | Battlefield: Bad Company 2            | Digital Illusions CE                               |
| 2010 | Call of Duty: Black Ops               | Treyarch                                           |
| 2010 | America's Army 3.1                    | United States Army                                 |
| 2011 | Battlefield Play4Free                 | Electronic Arts                                    |
| 2011 | Call of Duty: Modern Warfare 3        | Infinity Ward / Sledgehammer Games                 |
| 2011 | Battlefield 3                         | Digital Illusions CE                               |
| 2012 | Call of Duty: Black Ops 2             | Treyarch                                           |
| 2012 | Counter-Strike Global Offensive       | Valve Corporation                                  |
| 2012 | Halo 4                                | 343 Studios                                        |
| 2012 | Warface                               | Crytek                                             |
| 2012 | Far Cry 3                             | Ubisoft                                            |
| 2013 | Crysis 3                              | Crytek                                             |
| 2013 | BioShock Infinite                     | 2K Games                                           |
| 2013 | Battlefield 4                         | Digital Illusions CE                               |
| 2013 | Call of Duty: Ghosts                  | Infinity Ward                                      |
| 2014 | Far Cry 4                             | Ubisoft Montreal                                   |
| 2014 | Call of Duty: Advanced Warfare        | Sledgehammer Games                                 |
| 2015 | Call of Duty: Black Ops III           | Treyarch                                           |
| 2016 | Overwatch                             | Blizzard                                           |
| 2016 | Titanfall 2                           | Respawn Entertainment                              |
| 2016 | Call of Duty: Infinite Warfare        | Infinity Ward                                      |
| 2017 | Call of Duty: WWII                    | Sledgehammer Games                                 |
| 2018 | Call of Duty: Black Ops 4             | Treyarch                                           |
| 2019 | Call of Duty: Modern Warfare          | Infinity Ward                                      |
| 2020 | Call of Duty: Warzone                 | Infinity Ward                                      |
| 2020 | Valorant                              | Riot Games                                         |